# Pergolesi (film)
Pergolesi è un film del 1932 diretto da Guido Brignone.
Il soggetto è basato sulla biografia romanzata di Giovan Battista Pergolesi, compositore, autore di opere liriche del XVIII secolo.

## Trama
Nel 1736 Giovan Battista Pergolesi si innamora di una ragazza di famiglia nobile ma il fratello di lei si oppone alla loro unione considerando il musicista di modeste capacità musicali e bassa condizione sociale. Gli innamorati decidono di fuggire. Scoperti, la fanciulla viene segregata nel castello di famiglia e Pergolesi distrutto dal dolore si chiude in un monastero di Napoli, dove morirà.

## Produzione
Brignone diresse contemporaneamente la versione italiana e quella francese del film.
In questo film Emilio Cecchi direttore artistico della Cines fece debuttare per i costumi Gino Carlo Sensani: da lì nacque la sua grande carriera cinematografica.

### Contributi tecnici
- Musiche di Giovan Battista Pergolesi scelte, coordinate ed elaborate da Vittorio Gui
- Direttore d'orchestra: maestro Fernando Previtali
- Al clavicembalo: Corradina Mola
- Aiuto regia: Giorgio Simonelli
- Registrazione sonora: Vittorio Trentino

## Promozione
- "Il film che, in un puro ambiente settecentesco, narra ed incatena in visioni di suggestiva bellezza la vita,  l'arte e gli amori di Giovan Battista Pergolesi"
- "Un'avventura affascinante, ispirata alla vita del grande musicista e che si svolge nel pittoresco mondo del primo Settecento napoletano"
- "Musica e poesia si fondono mirabilmente in questo film d'eccezione"

## Distribuzione
La pellicola fu distribuita nelle sale cinematografiche italiane il 29 settembre del 1932.